# نيكولاس خيمينيز
نيكولاس خيمينيز (بالإسبانية: Nicolás Giménez)‏ (16 يناير 1996 ببوينس آيرس في الأرجنتين - ) هو لاعب كرة قدم أرجنتيني-إماراتي في مركز الوسط في نادي الوصل.
لعب سابقاً في نادي بني ياس و انتقل إلى نادي الوصل في عام 2023 =وحصل على الجنسية الإماراتية مطلع عام 2024.

## وصلات خارجية
- نيكولاس خيمينيز على موقع قاعدة بيانات كرة القدم.إي يو (الإنجليزية)
- نيكولاس خيمينيز على موقع Soccerway.com (الإنجليزية)